# Relja Bašić
Relja Bašić (* 14. Februar 1930 in Zagreb, Königreich Jugoslawien; † 7. April 2017 in Zagreb, Kroatien) war ein jugoslawisch-kroatischer Schauspieler und Politiker im kroatischen Parlament.

## Leben
Bašić schloss 1955 die Jugoslawische Akademie der Wissenschaften und Künste seiner Geburtsstadt mit Diplom ab. Bereits im Jahr zuvor feierte er sein Kinodebüt in Koncert. Während der nächsten Jahrzehnte wurde er zu einem der profiliertesten Charakterschauspieler Jugoslawiens und später Kroatiens, wobei er auch mehrmals in internationalen Produktionen eingesetzt wurde. Oft spielte er aristokratische Verbrecher, vor allem in Filmen über den Zweiten Weltkrieg; seine bekannteste Rolle war jedoch der Mr. Fulir in dem 1970 entstandenen Musical Böse Menschen haben keine Lieder.
Daneben gehörte er dem Jugoslawischen Nationaltheater von 1955 bis 1967 an und spielte in 4213 Vorstellungen; daneben war er auch als künstlerischer Leiter tätig.
In den 1990er Jahren unterstützte Bašić die Sozialliberale Partei Kroatiens und vertrat diese ab 1993 auch im Oberhaus des Parlamentes. Er wurde zum UNESCO „Künstler für den Frieden“ ernannt.

## Filmografie (Auswahl)
- 1954: Koncert
- 1956: Pulverschnee nach Übersee
- 1961: Haut für Haut (Le goût de la violence)
- 1966: Rondo
- 1966: Verbrechen an der Adria (Pošalji čovjeka u ½ 2)
- 1968: Ich habe zwei Väter und zwei Mütter (Imam 2 mame i 2 tate)
- 1969: Michael Kohlhaas – der Rebell
- 1969: Auftrag für Tiger (Most)
- 1969: Das Totenfest (Grüße an Maria) (Sedmina – Pozdravi Marijo)
- 1969: Die im Dreck krepieren (Gott mit uns – Dio e con noi)
- 1970: Böse Menschen haben keine Lieder (Tko pjeva zlo ne misli)
- 1972: Tanz auf dem Regenbogen (Fernsehserie)
- 1974: Tatort: Acht Jahre später (Fernsehfilm)
- 1974: Die Nacht auf dem Revier (Deps)
- 1976: Der Rattengott (Izbavitelj)
- 1978: Frühlingsstürme (Prizivanje prodeca)
- 1978: Ljubica, eine Frau über Dreißig (Ljubica)
- 1984: Memed, mein Falke (Memed My Hawk)
- 1985: Jenseits der Morgenröte
- 1985: Rätselhafte Liebesbriefe (Ljubavna pisma)
- 1986: Lenz oder die Freiheit
- 1986: Lovers & Gentlemen (Bal na vodi)
- 1994: Internationale Zone
- 1994: Ihre Exzellenz, die Botschafterin (Fernsehserie, 1 Folge)
- 1997: Die Straßen von Berlin – Die Bazooka-Bande